# Élections législatives néo-zélandaises de 2023
Les élections législatives néo-zélandaises de 2023 ont lieu le 14 octobre 2023 en Nouvelle-Zélande afin d'élire les députés de la cinquante-quatrième législature de la Chambre des représentants.
Le gouvernement mené par le Parti travailliste du Premier ministre Chris Hipkins fait face à une importante baisse de popularité face au Parti national mené par Christopher Luxon, sans qu'aucune des deux formations ne paraisse en mesure de former seule le prochain gouvernement.
La défaite annoncée des travaillistes se confirme dans les urnes, amenant Chris Hipkins à la reconnaitre dès le soir du scrutin. Arrivé largement en tête, le Parti national forme un gouvernement de coalition avec le parti ACT et le parti Nouvelle-Zélande d'abord. Mené par Christopher Luxon, le gouvernement prend ses fonctions le 27 novembre 2023.

## Contexte

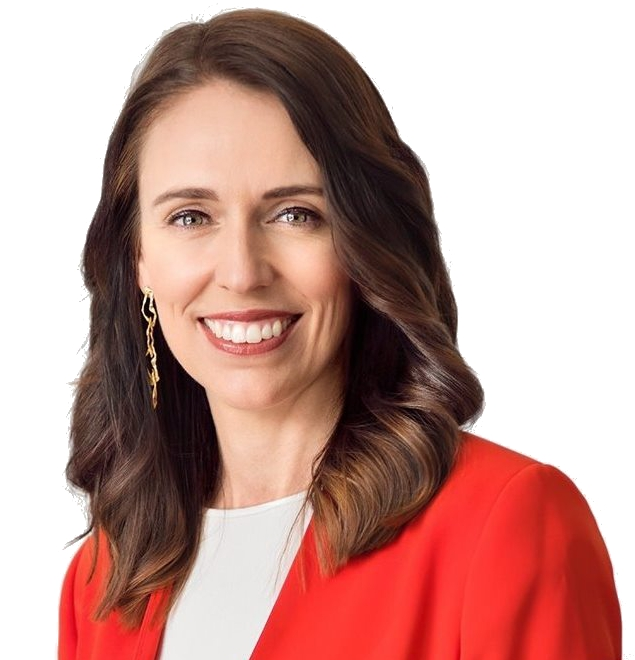
Jacinda Ardern

Le Parti travailliste est au pouvoir depuis l'alternance politique produite par les élections législatives de 2017, d'abord sous la forme d'une coalition avec le parti Nouvelle-Zélande d'abord et le Parti vert, puis seulement avec ce dernier après la victoire déterminante des travaillistes aux élections législatives de 2020.

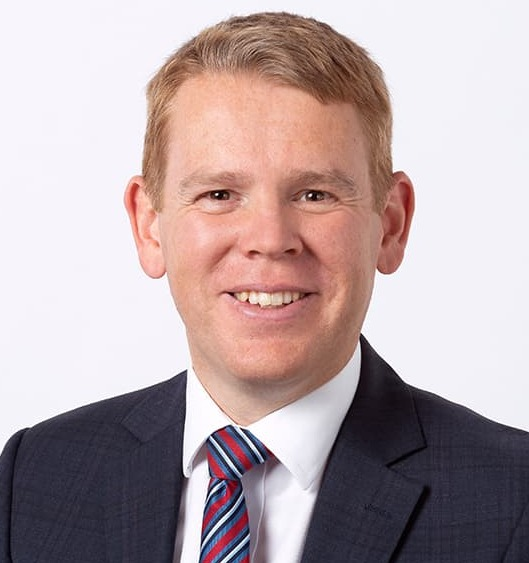
Chris Hipkins

Les travaillistes sont alors portés par des sondages d'opinions particulièrement favorables en raison de la gestion jugée excellente de la pandémie de Covid-19 par le gouvernement de la Première ministre Jacinda Ardern, cette dernière grimpant elle même à 66 % d'opinion favorables,. Le parti remporte ainsi sa plus importante victoire depuis 1946 avec plus de 50 % des voix et la majorité absolue des sièges, une première depuis l'introduction du système de représentation proportionnelle-mixte en 1996. Le Parti national, opposition officielle, subit sa défaite la plus sévère depuis 2002 avec moins de 26 % des voix et seulement trente-trois sièges. Devant cette défaite, sa dirigeante Judith Collins est par la suite remplacée à la tête du parti par Christopher Luxon. Nouvelle-Zélande d'abord perd quant à lui toute représentation au Parlement au bénéfice du parti ACT New Zealand de David Seymour, qui connait une forte hausse. Les Verts connaissent une poussée moindre, mais atteignent la troisième place en termes de suffrages. Forte de sa majorité, Jacinda Ardern est reconduite au poste de Première ministre, à la tête d'un gouvernement qui continue à bénéficier du soutien des Verts, sans que ces derniers n'obtiennent cependant de postes de ministres membres du cabinet. Les deux co-chefs du Parti vert, Marama Davidson et James Shaw sont ainsi nommés ministres, en-dehors du Cabinet.
Le deuxième mandat de Jacinda Arden est cependant marqué par une forte baisse de la popularité des travaillistes en raison de la crise économique et énergétique mondiale, qui voit la population reprocher au gouvernement de ne pas suffisamment réagir face à l'augmentation du coût de la vie. La Première ministre se voit également reprocher plusieurs promesses non tenues, dont surtout l'échec du programme KiwiBuild de construction de logement, par lequel les travaillistes s'étaient engagés à construire 100 000 logements abordables, contre seulement 1 300 réalisés début 2023. Le 19 janvier 2023, Jacinda Arden annonce sa démission de la direction du gouvernement et du parti travailliste, effectives le 7 février suivant. Elle déclare alors « n'avoir plus assez d'énergie » et que sa décision n'est pas liée aux sondages défavorables pour les prochaines élections. Son ministre de l'Éducation et ancien ministre chargé de la réponse au Covid-19, Chris Hipkins, lui succède à la tête du parti travailliste le 22 janvier, puis comme Premier ministre trois jours plus tard.

## Système politique et électoral

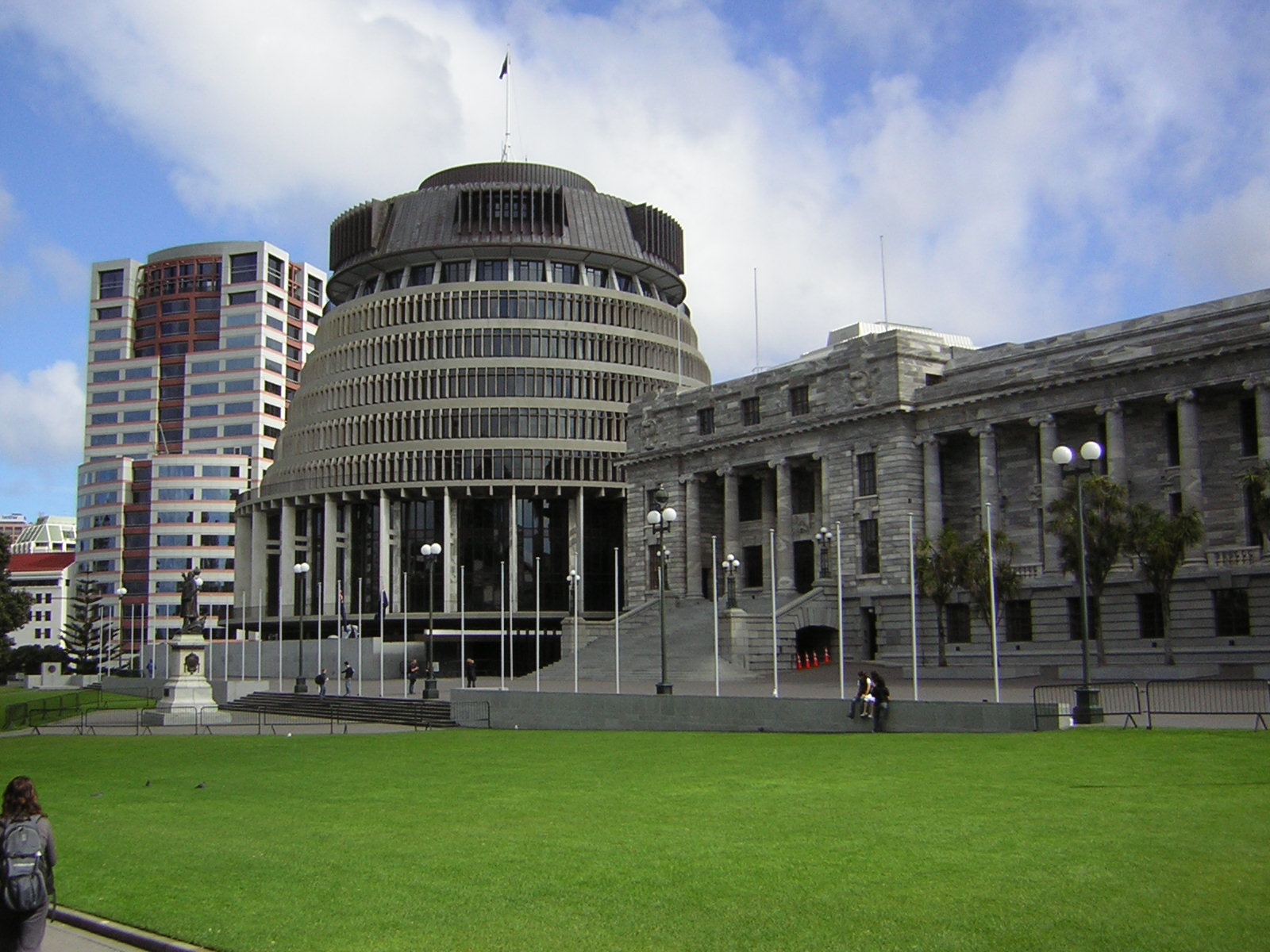
Bâtiment de la chambre à Wellington.

### Généralités
La Nouvelle-Zélande est une démocratie multipartite et une monarchie parlementaire. C'est un royaume du Commonwealth : un État indépendant reconnaissant symboliquement le roi Charles III comme chef de l'État. Le Parlement est élu au suffrage universel. À la suite des élections, les nouveaux députés renouvellent leur confiance dans le Premier ministre sortant, ou bien choisissent un nouveau Premier ministre, en application du système de Westminster.
La Nouvelle-Zélande est dotée d'un parlement unicaméral, la Chambre des représentants, composé d'un minimum de 120 sièges pourvus pour trois ans selon un mode de scrutin mixte à finalité proportionnelle. Soixante-douze députés sont ainsi élus au scrutin uninominal majoritaire à un tour dans autant de circonscriptions électorales tandis que les quarante-huit restants sont élus au scrutin proportionnel plurinominal dans une unique circonscription nationale avec listes bloquées. Les sièges sont répartis de manière compensatoire selon la méthode de Sainte-Laguë entre tous les partis ayant franchi le seuil électoral de 5 % ou obtenu au moins un siège au scrutin majoritaire.
Chaque électeur dispose ainsi de deux voix : une pour élire un député dans sa circonscription, et une pour une liste de candidats soumise par un parti politique au niveau national. Les sièges attribués via ces deuxièmes voix ont pour but de rééquilibrer les résultats des circonscriptions majoritaires de manière à rapprocher le total des sièges des résultats obtenu à la proportionnelle. Si un parti remporte un nombre de circonscriptions inférieur à la proportion de voix qu'il a obtenue au niveau national, des candidats de sa liste obtiennent des sièges jusqu'à ce que la proportion de députés de ce parti corresponde à la proportion de ses secondes voix. Le ratio de sièges majoritaires et proportionnels peut être amené à différer de quelques sièges, la part des circonscriptions variant en fonction du dernier recensement officiel. Il est ainsi de 71/49 depuis les élections de 2014, contre 70/50 auparavant.
En raison de ce système, il est possible qu'un parti remporte un nombre de circonscriptions supérieur à la proportion de voix qu'il devrait obtenir au scrutin de liste. Dans un tel cas, le nombre de sièges obtenus par ce parti dépasse le nombre de sièges qui lui serait normalement alloué à la proportionnelle. Ce cas de figure engendre la création de « sièges excédentaires » (overhang seats), portant le nombre de sièges au Parlement au-delà de cent-vingt. Les autres partis se voient en effet attribuer des sièges complémentaires afin qu'ils conservent un total proportionnel à leurs secondes voix. Cela n'a toutefois pas été le cas pour la législature 2017-2020.  
Le pays est divisé en soixante-cinq circonscriptions uninominales dites « circonscriptions générales » (general electorates), auxquelles sont superposées sept circonscriptions uninominales dites « circonscriptions maoris » (Maori electorates), pour un total de soixante-douze,. Les sièges maoris existent depuis 1867, afin de garantir que les Maoris soient représentés au Parlement. Les citoyens maoris peuvent néanmoins choisir de s'inscrire sur les listes générales.

### Particularité en 2023
Le candidat du parti ACT dans la circonscription de Port Waikato meurt quelques jours avant le scrutin. En conséquence, l'élection pour le siège de cette circonscription est reportée, et la commission électorale ajoute un siège au scrutin de liste pour qu'il y ait bien 120 élus à l'issue du vote du 14 octobre. Les électeurs de la circonscription votent ainsi au scrutin de liste en même temps que le reste du pays. L'élection partielle qui suit dans la circonscription de Port Waikato le 25 novembre produit ainsi un élu en plus, pour un total de 121 parlementaires,.

## Forces en présence
| Parti | Parti                                          | Idéologie                                                                                 | Chef de file                  | Résultats en 2020          |
| ----- | ---------------------------------------------- | ----------------------------------------------------------------------------------------- | ----------------------------- | -------------------------- |
|       | Parti travailliste New Zealand Labour Party    | Centre gauche Social-démocratie, socialisme démocratique, progressisme, troisième voie    | Chris Hipkins                 | 50,01 % des voix 65 sièges |
|       | Parti national New Zealand National Party      | Centre droit à droite Libéralisme, conservatisme, libéralisme économique                  | Christopher Luxon             | 25,58 % des voix 33 sièges |
|       | Parti vert Green Party of Aotearoa New Zealand | Gauche Écologie politique                                                                 | James Shaw et Marama Davidson | 7,86 % des voix 10 sièges  |
|       | ACT New Zealand                                | Droite Libéralisme classique, libertarianisme                                             | David Seymour                 | 7,59 % des voix 10 sièges  |
|       | Nouvelle-Zélande d'abord New Zealand First     | Centre à droite Nationalisme, protectionnisme, démocratie directe, conservatisme sociétal | Winston Peters                | 2,60 % des voix 0 siège    |

## Campagne

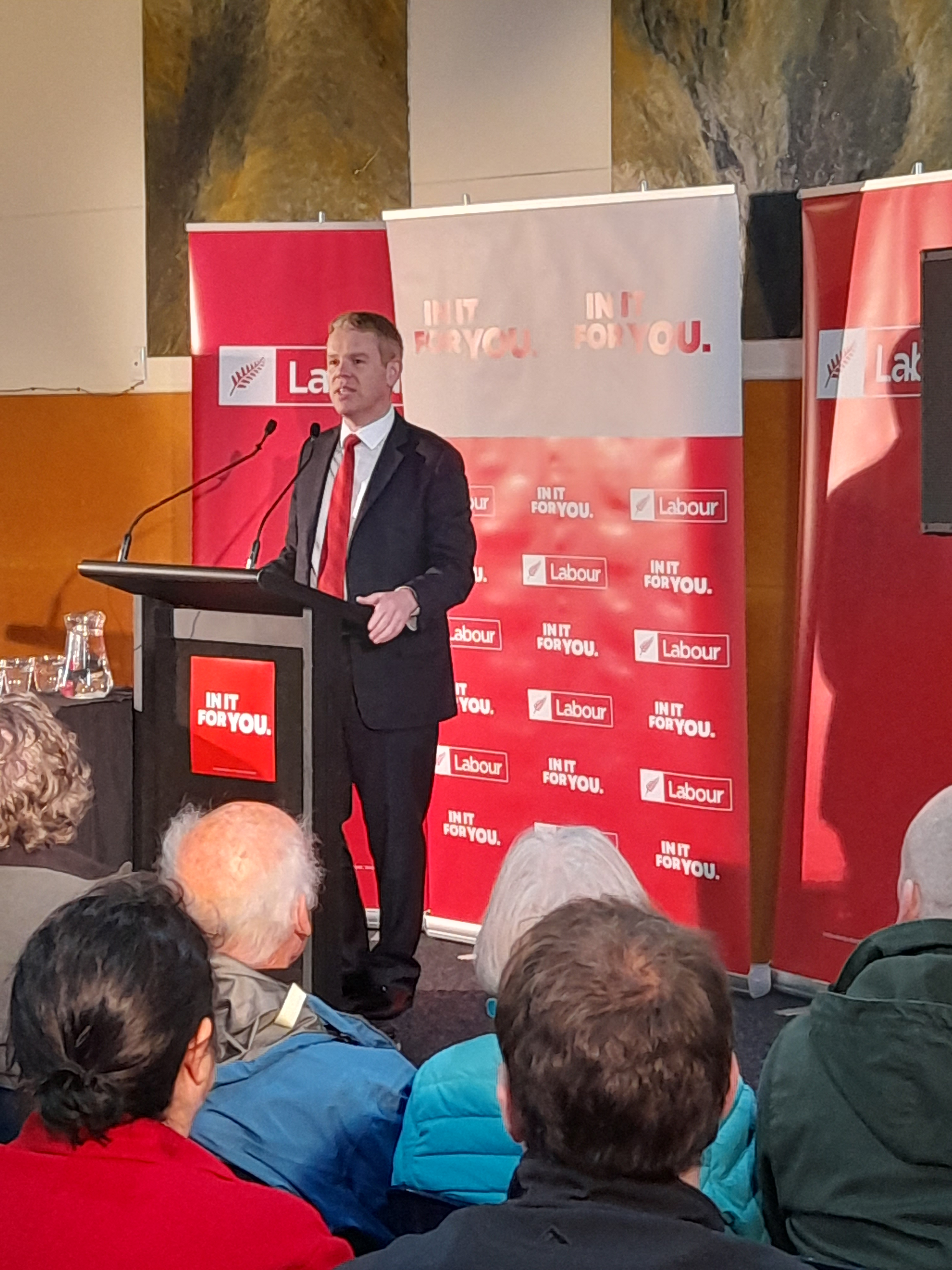
Chris Hipkins en campagne à Lower Hutt le 13 août

La campagne électorale voit le Parti travailliste fortement affaibli dans les sondages d'opinion, en raisons notamment du bilan de l'ancienne Première ministre Jacinda Ardern, accusée d'avoir failli à ses promesses dans les domaines du logement, des infrastructures et du coût de la vie au profit d'une politique centrée sur l'égalité des races et des genres. Son successeur, Chris Hipkins, tente ainsi de se démarquer de l'« ardenisme » dès son accession au pouvoir, sans parvenir à gommer l'image d'un parti « ne se préoccupant pas du Néo-zélandais moyen ». Hipkins fait ainsi campagne sur le coût de la vie, promettant d'étendre l'éducation gratuite aux enfants de deux ans, de rendre gratuit les soins dentaires pour les moins de trente ans et d'instaurer de nouvelles aides pour les plus démunis.
Dans l'opposition, le Parti national, mené par Christopher Luxon, fait campagne en attaquant les travaillistes sur leur gestion du budget, la dette extérieure du pays étant passé de 5 à 100 milliards de dollars au cours des quatre dernières années. Promettant de mettre fin à plusieurs des projets mis en place par le gouvernement sortant, Luxon promeut l'image d'un parti attaché à la rigueur budgétaire, à la baisse des impôts et de la dette, et à la protection fiscale des entreprises néo-zélandaises face à la crise économique. Le parti réitère ses promesses de soutenir le secteur agricole, un secteur qui lui est traditionnellement favorable, et promet de se montrer plus ferme en matière sécuritaire dans un contexte de hausse des violences de la part des gangs.
Au cours de la campagne, le parti Nouvelle-Zélande d'abord de Winston Peters remonte dans les sondages, après son échec à franchir le seuil électoral en 2020. Considéré comme un faiseur de rois en raison de sa capacité à s'allier avec l'un ou l'autre des bords politiques, Peters promet pourtant en 2023 de ne pas s'allier aux travaillistes. Cette promesse est accueillie avec scepticisme par une majorité de la population selon un sondage conduit quelques jours avant le scrutin, le dirigeant de Nouvelle-Zélande d'abord ayant déjà conclu des accords de coalition en 1996, 2005 et 2017 sans respecter un tel engagement,.
L'un des débats qui anime la campagne est celui de la « co-gouvernance », qui divise alors fortement le pays. Portée par les travaillistes et le Parti vert, cette réforme vise à donner de droit aux Maoris une place au gouvernement, sans qu'elle ne soit démocratiquement issue d'un résultat des formations maoris dans les urnes. S'il s'y oppose, le Parti national ne rejette pas totalement la co-gouvernance, proposant comme alternative le « travailler ensemble » (Mahi tahi en maori), jugée trop vague par ses détracteurs. La co-gouvernance est en revanche rejetée en totalité par Nouvelle-Zélande d'abord et l'ACT New Zealand de David Seymour, qui indique que sa participation à un futur gouvernement sera conditionnée à un référendum sur cette question,,. Le sujet provoque une crispation marquée des électeurs, dans le contexte de déclarations de la co-dirigeante du Parti vert, Marama Davidson, qui qualifie le Parti national de « parti raciste » et affirme que « les hommes cisgenres blancs sont la cause des violences dans le monde ». La co-gouvernance intervient par ailleurs dans le contexte d'une utilisation accrue du terme d'Aotearoa pour désigner la Nouvelle-Zélande au sein des institutions et des médias, des personnalités pro-maoris allant jusqu'à qualifier de raciste sa non-utilisation. La possibilité d'un changement de nom du pays, très polémique au sein de la population, s'ajoute ainsi à une campagne jugée comme la plus polarisée de l'histoire du pays.

## Sondages

Évolution des intentions de vote exprimées depuis les dernières élections en 2020

## Résultats
|                           |                           |                  |                  |                  |                  |           |        |        |        |              |               |
| Parti                     | Parti                     | Circonscriptions | Circonscriptions | Circonscriptions | Circonscriptions | Listes    | Listes | Listes | Listes | Total sièges | +/-           |
| Parti                     | Parti                     | Voix             | %                | Sièges           | +/-              | Voix      | %      | +/-    | Sièges | Total sièges | +/-           |
|                           | Parti national            | 1 192 251        | 43,47            | 43               | 20               | 1 085 851 | 38,08  | 12,50  | 5      | 48           | 15            |
|                           | Parti travailliste        | 856 963          | 31,21            | 17               | 29               | 767 540   | 26,92  | 23,09  | 17     | 34           | 31            |
|                           | Parti vert                | 226 575          | 8,26             | 3                | 2                | 330 907   | 11,61  | 3,75   | 12     | 15           | 5             |
|                           | ACT New Zealand           | 149 507          | 5,45             | 2                | 1                | 246 473   | 8,64   | 1,05   | 9      | 11           | 1             |
|                           | Nouvelle-Zélande d'abord  | 76 676           | 2,80             | 0                | en stagnation    | 173 553   | 6,09   | 3,49   | 8      | 8            | 8             |
|                           | Parti māori               | 106 584          | 3,89             | 6                | 5                | 87 844    | 3,08   | 1,91   | 0      | 6            | 4             |
|                           | Le Parti des opportunités | 27 975           | 1,02             | 0                | en stagnation    | 63 344    | 2,22   | 0,71   | 0      | 0            | en stagnation |
|                           | Nouvelle-Zélande loyale   | 32 240           | 1,18             | 0                | en stagnation    | 34 478    | 1,20   | Nv     | 0      | 0            | en stagnation |
|                           | NewZeal                   | 3 585            | 0,13             | 0                | en stagnation    | 16 126    | 0,56   | Nv     | 0      | 0            | en stagnation |
|                           | Parti du cannabis         | 12 566           | 0,46             | 0                | en stagnation    | 13 025    | 0,45   | 0,01   | 0      | 0            | en stagnation |
|                           | Autres partis             | 24 112           | 0,89             | 0                | –                | 32 070    | 1,08   | –      | 0      | 0            | en stagnation |
|                           | Indépendants              | 34 277           | 1,25             | 0                | en stagnation    |           |        |        |        | 0            | en stagnation |
|                           | Siège de Port Waikato     | –                | –                | 1                | –                | –         | –      | –      | –      | 1            | –             |
|                           |                           |                  |                  |                  |                  |           |        |        |        |              |               |
| Suffrages exprimés        | Suffrages exprimés        | 2 742 677        | 96,50            |                  |                  | 2 851 211 | 99,43  |        |        |              |               |
| Votes blancs et invalides | Votes blancs et invalides | 99 396           | 3,50             | 16 267           | 0,57             |           |        |        |        |              |               |
| Total                     | Total                     | 2 842 073        | 100              | 72               | en stagnation    | 2 867 478 | 100    | –      | 51     | 123          | 3             |
| Abstentions               | Abstentions               | 846 219          | 22,94            |                  |                  | 820 814   | 22,26  |        |        |              |               |
| Inscrits / participation  | Inscrits / participation  | 3 688 292        | 77,06            | 3 688 292        | 77,74            |           |        |        |        |              |               |

## Analyse et conséquences

### Analyse

Parti arrivé en tête par circonscription ordinaire et par circonscription maorie, et répartition des sièges à la proportionnelle.

Comme attendue au vu des sondages, le Parti travailliste connait un net recul, perdant la majorité absolue pour glisser à la seconde place. Ne disposant pas des alliés nécessaires pour former une coalition malgré la progression du Parti vert et du Parti māori, le Premier ministre Chris Hipkins appelle dans la soirée son homologue du Parti national, Christopher Luxon, pour reconnaitre sa défaite. Arrivé en tête, ce dernier est quant à lui en mesure de former une coalition avec ACT New Zealand, également en hausse pour obtenir la majorité. Avec 60 sièges sur 123, Luxon est jugé susceptible d'obtenir le soutien direct ou sans participation de Nouvelle-Zélande d'abord à son gouvernement. Comme en 2011, la formation de Winston Peters parvient à faire une nouvelle fois son retour à la  Chambre des représentants, après avoir perdu tous ses sièges trois ans plus tôt,,.
Il s'agit de la pire défaite pour un gouvernement sortant depuis l'introduction du système proportionnel, en 1996. Le Parti travailliste accuse une baisse de près de la moitié de ses sièges et de sa part des voix au scrutin de liste, principalement au profit du Parti national. Ce dernier arrive en tête dans l'ensemble des provinces à l'exception de celle de la capitale Wellington. Le parti de Christopher Luxon remporte notamment plusieurs circonscriptions d'Auckland considérées comme des fiefs électoraux travaillistes, telles Mount Roskill et New Lynn, où sont mis en échec les ministres Michael Wood et Deborah Russell. Le Parti national manque par ailleurs de remporter le siège de Mount Albert, auparavant détenu par l'ancienne Première ministre, Jacinda Ardern.
En raison de l'élection partielle dans la circonscription de Port Waikato, organisée le 25 novembre, le minimum de sièges à la Chambre des représentants passe de 120 à 121. À ce total peuvent alors s'ajouter entre un et trois sièges en 2023 selon le décompte final des voix incluant celles de la diaspora et les votes à distance. S'il n'a pas franchi le seuil de 5 % au scrutin proportionnel par liste, le Parti māori remporte en effet six sièges au scrutin majoritaire par circonscription, soit plus que ce qu'il devrait avoir via sa part des voix à la proportionnelle. Pour compenser, les partis lésés par une part de sièges plus faible que leur part des voix reçoivent des « sièges excédentaires », dont le nombre reste incertain jusqu'à la fin du dépouillement, le parti māori étant crédité d'un nombre de sièges variant entre 4 et 6 par les résultats préliminaires. À cette règle électorale s'ajoute la tendance des électeurs de la diaspora à voter davantage à gauche que le reste du pays,. L'incertitude qui en découle sur la répartition et le total exact de sièges de la Chambre — et donc sur la majorité absolue à atteindre — ne permet pas au Parti national et l'ACT d'être certains au lendemain du scrutin que les 61 sièges qu'ils détiennent ensemble selon le décompte préliminaire leur permettront de former à eux seuls un gouvernement,.
Les résultats définitifs voient le Parti māori remporter finalement six sièges au scrutin majoritaire, tandis que le reste du dépouillement provoque une légère modification de la répartition des sièges. À l'issue de cette dernière, le Parti national et l'ACT perdent leur majorité, rendant indispensable une alliance avec Nouvelle-Zélande d'abord. L'élection partielle à Port Waikato le 25 novembre est remportée sans surprise par le candidat du Parti national, Andrew Bayly. Celui-ci cède par conséquent la place qu'il avait obtenue au scrutin de liste à Nancy Lu, qui devient ainsi la 49e députée du Parti national, et la 123e de cette législature.

### Formation du gouvernement

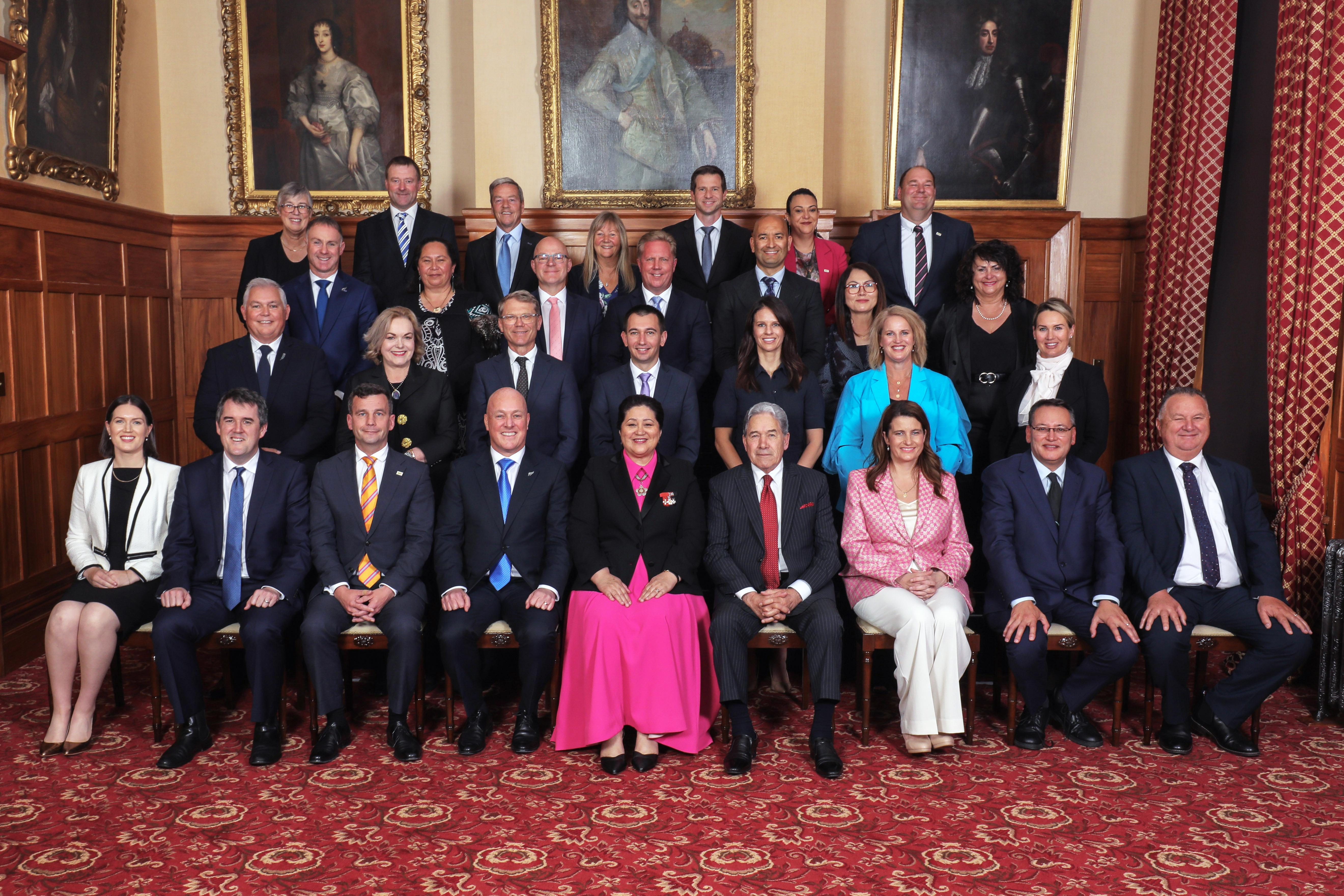
Photo de famille du gouvernement Luxon

Après trois semaines de négociations, Christopher Luxon, David Seymour et Winston Peters annoncent ensemble le 24 novembre la formation d'un gouvernement de coalition de leurs trois partis. Christopher Luxon obtient le poste de Premier ministre, tandis que Winston Peters obtient celui de vice-Premier ministre pour les dix-huit premiers mois de la législature 2023-2026, David Seymour devant lui succéder pour les dix-huit derniers. Le gouvernement Luxon prend ses fonctions le 27 novembre 2023.

## Changements ultérieurs
Andrew Little, député de la liste travailliste et ancien chef du parti, démissionne du Parlement et de la vie politique avant même la première session parlementaire de la nouvelle législature. Prochaine sur la liste du parti, Camilla Belich (en) lui succède automatiquement.
Golriz Ghahraman, députée de la liste verte, démissionne le 16 janvier 2024 après des révélations qu'elle a commis des vols à l'étalage. Celia Wade-Brown (en), prochaine sur la liste du parti, lui succède automatiquement.
Rino Tirikatene (en), député de la liste travailliste, démissionne le 28 janvier 2024. Prochaine sur la liste du parti, Tracey McLellan (en) lui succède automatiquement.
Kelvin Davis, député de la liste travailliste et ancien chef adjoint du parti, démissionne le 6 février 2024. Shanan Halbert (en), prochain sur la liste du parti, lui succède automatiquement.
Efeso Collins (en), député de la liste verte, meurt subitement le 21 février 2024 en participant à une course caritative, à l'âge de 49 ans. Lawrence Xu-Nan (en), prochain sur la liste du parti, lui succède automatiquement.